# Троснянское сельское поселение (Орловская область)
Троснянское се́льское поселе́ние — муниципальное образование в Троснянском районе Орловской области Российской Федерации.
Административный центр — село Тросна.

## История
Статус и границы сельского поселения установлены Законом Орловской области от 19 ноября 2004 года № 444-ОЗ «О статусе, границах и административных центрах муниципальных образований на территории Троснянского района Орловской области».

## Население
| 2010  | 2012  | 2013  | 2014  | 2015  | 2016  | 2017  |
| ----- | ----- | ----- | ----- | ----- | ----- | ----- |
| 3918  | ↘3845 | ↘3804 | ↘3767 | ↘3687 | ↘3630 | ↘3592 |
| 2018  | 2019  | 2020  | 2021  | 2023  |       |       |
| ↘3545 | ↘3503 | ↘3445 | ↘3322 | ↘3267 |       |       |

## Состав сельского поселения
| №  | Населённый пункт    | Тип населённого пункта       | Население |
| -- | ------------------- | ---------------------------- | --------- |
| 1  | Барково             | деревня                      | 83        |
| 2  | Верхнее Муханово    | деревня                      | ↘86       |
| 3  | Верхняя Морозиха    | деревня                      | 39        |
| 4  | Гранкино            | деревня                      | ↘121      |
| 5  | Ефратово            | деревня                      | 87        |
| 6  | Игинка              | деревня                      | 53        |
| 7  | Ильино-Нагорное     | деревня                      | 31        |
| 8  | Козловка            | деревня                      | 39        |
| 9  | Корсаково           | деревня                      | 1         |
| 10 | Красногорская       | деревня                      | 0         |
| 11 | Лаврово             | деревня                      | 9         |
| 12 | Ладарево            | деревня                      | ↘93       |
| 13 | Ладаревские Выселки | деревня                      | 12        |
| 14 | Малая Тросна        | деревня                      | ↘61       |
| 15 | Нижняя Морозиха     | деревня                      | ↘139      |
| 16 | Новые Турьи         | деревня                      | ↘111      |
| 17 | Покровское          | деревня                      | 33        |
| 18 | Разновилье          | деревня                      | 1         |
| 19 | Саковнинки          | деревня                      | ↘76       |
| 20 | Сомово              | деревня                      | ↘222      |
| 21 | Средняя Морозиха    | деревня                      | 40        |
| 22 | Тросна              | село, административный центр | ↘2530     |
| 23 | Хитровка            | деревня                      | 39        |
| 24 | Яковлево            | деревня                      | 11        |